# Thelebolales
Die Thelebolales  sind eine Ordnung der Schlauchpilze. 
Die Fruchtkörper sind klein, geschlossen und kugel- bis scheibenförmig. Die Asci sind manchmal vielsporig. Thelebolus stercoreus bildet bis zu 2000 Sporen pro Ascus. Die Entwicklung des Fruchtkörpers erfolgt kleistohymenial bis eugymnohymenial.

## Systematik
Erst wenige Vertreter der Ordnung wurden in phylogenetische Untersuchungen einbezogen. Diese wurden eindeutig in die Klasse Leotiomycetes gestellt. Ob die gesamte Ordnung monophyletisch ist, ist nicht bekannt. 
Die Ordnung besteht aus zwei Familien mit folgenden Gattungen:
- Pseudeurotiaceae
  - Connersia mit nur einer Art
  - Geomyces mit neun Arten
  - Gymnostellatospora mit sechs Arten
  - Leuconeurospora mit zwei Arten
  - Neelakesa mit drei Arten
  - Pleuroascus mit drei Arten
  - Pseudeurotium mit acht Arten
  - Pseudogymnoascus mit 12 Arten

- Thelebolaceae
  - Antarctomyces mit zwei Arten
  - Ascophanus mit 56 Arten
  - Ascozonus mit neun Arten
  - Caccobius mit nur einer Art
  - Carneothele mit nur einer Art
  - Cleistothelebolus mit nur einer Art
  - Coprobolus mit nur einer Art
  - Inopinatum mit nur einer Art
  - Leptokalpion mit nur einer Art
  - Pseudascozonus mit nur einer Art
  - Ramgea mit zwei Arten
  - Solomyces mit drei Arten
  - Thelebolus mit 16 Arten

## Weiterführende Literatur
- G.S. de Hoog, E. Göttlich, G. Platas, O. Genilloud, G. Leotta, J. van Brummelen: Evolution, taxonomy and ecology of the genus Thelebolus in Antarctica. In: Studies in Mycology, Band 51, 2005, S. 33–76.